# Eametsa (Sauga)
Eametsa – wieś w Estonii, w prowincji Parnawa, w gminie Sauga.